# Rävspel (roman)
Rävspel är en roman av P.G. Wodehouse, utgiven i England 1956 med titeln Something Fishy. Romanen översattes till svenska av Birgitta Hammar 1957.

## Persongalleri
- J.J. Bunyan – Stor finansmagnat på 1920-talet. Avliden då romanens egentliga handling tar sin början.
- Augustus Keggs – Hovmästare hos Bunyan och sedermera markisen av Uffingham. En fetare och slugare upplaga av kollegan Jeeves.
- Mortimer Bayliss – Chef för Bunyanska gallierna. Mager misantrop med vass tunga.
- Jane Benedick – Vacker och förnuftig systerdotter till lord Uffenham.
- George, sjätte viscount av Uffenham – Korpulent markis med ständiga bekymmer över sin ekonomi samt hur han ska få systerdottern Jane gift med en vettig man.
- Roscoe Bunyan – Son till J.J. Fet och osympatisk i största allmänhet.
- Emma Billson – Skådespelande systerdotter till Keggs. Uppträder under artistnamnet Elaine Dawn.
- Stanhope Twine – Skulptör och presumtiv make till Jane. Illa sedd av lord Uffenham.
- Bill Hollister – Son till en av middagsgästerna 1929. Assistent på galleri.
- Percy Pilbeam – Privatdetektiv med liten och motbjudande mustasch.

## Handling
Berättelsens prolog tar sin början i september 1929, precis innan den stora börskraschen. Miljonären J. J. Bunyan håller middag för sina vänner varvid hans medarbetare Mortimer Bayliss ger gästerna ett intressant förslag. Flera av dem vet inte vad de ska göra med sina pengar och Bayliss föreslår man upprättar en fond där pengarna ska tillfalla den av de närvarandes söner som sist gifter sig. Närvarande vid middagen är även hovmästaren Keggs, som får en del goda råd angående finanserna. Romanen hoppar därefter fram till 1955 då gästerna (med undantag av Keggs och Bayliss) sedan länge är döda och deras söner i nästan samtliga fall gifta. Berättelsen centreras därefter kring markisen av Uffenham och hans systerdotter Jane, samt de två återstående ungkarlarna, Bill Hollister och Roscoe Bunyan. En rad förvecklingar där det hela handlar om vem som gifter sig sist följer innan berättelsen efter många turer får ett lyckligt slut. 